# Томилин, Анатолий Николаевич
Анато́лий Никола́евич Томи́лин (настоящая фамилия Бра́золь, 7 ноября 1927, Ташкент — 17 сентября 2015, Санкт-Петербург) — советский и российский писатель, популяризатор науки. Жил и работал в Санкт-Петербурге.

## Биография
Родился в 1927 году в Ташкенте. Отец, комбриг Красной Армии, репрессирован в 1937 году. Воспитывался в детдоме, затем жил у бабушки, в Ленинграде. Во время ленинградской блокады был эвакуирован в Иваново, в 1944 году вернулся в Ленинград.
После окончания Великой Отечественной войны учился в техникуме, в спецшколе ВВС, окончил военное авиационное училище, затем — Ленинградский электротехнический институт связи, работал в нём же преподавателем.
Член Союза писателей СССР с 1973 года. Автор научно-популярных книг для детей и юношества (в том числе — в серии «Эврика») об ученых и об истории науки (астрономии, физики, географии). Семнадцать лет был составителем альманаха «Хочу все знать», который выходил в Ленинградском отделении издательства «Детская литература».
Написал несколько научно-фантастических произведений — повесть «Проект Альфа К-2» (1966), рассказы «Возвращение» (1962), «Гаррис, который вернулся» (1967), «Кто раз тонул» (1967). Соавтор фантастической повести-буриме «Летающие кочевники» (1968).

## Основные произведения
- Друг-невидимка. Л.: Детская литература, 1961.
- Для чего — ничего? (в соавторстве с Н. В. Теребинской). Л.: Детская литература, 1964.
- Проект Альфа К-2. Л.: Детская литература, 1966.
- Занимательно об астрономии. М.: Молодая гвардия, 1969.
- Занимательно о космологии. М.: Молодая гвардия, 1971.
- Небо Земли. Л.: Детская литература, 1974.
- Занимательно о космогонии. М.: Молодая гвардия, 1975.
- В поисках первоначал. Л.: Детская литература, 1978.
- Как люди открывали свою землю. Л.: Детская литература, 1981.
- Как люди изучали свою Землю. Л.: Детская литература, 1983.
- Как люди обживают океаны земли. Л.: Детская литература, 1985.
- Набережная российских наук. Л.: Советский писатель, 1987.
- Заклятие фавна. Л.: Лениздат, 1986.
- Рассказы об электричестве. М.: Детская литература, 1987.
- Жизнь и судьба Федора Соймонова. Л.: Советский писатель, 1991.
- Царица неба. М.: Современник, 1998.
- Открыватели земли. СПб — М.: Нева — «Олма-Пресс», 2000.